# 宇都木員夫
宇都木 員夫 (うつぎ かずお、1950年4月3日 - )は芸能リポーター、ファーストハンド代表取締役、エム・ウェーブ代表取締役、オールアウト取締役。千葉県出身。

## 経歴
TBS系列で芸能レポーターとして活躍後、1988年5月6日にファーストハンドを設立。オウム真理教による坂本堤弁護士一家殺害事件の発端となる「TBSビデオ問題」により報道系ワイドショー番組完全撤退後はは他の系列局で活躍。

## 代表作

### テレビ
- 「朝のホットライン」(以下3番組はTBSテレビの芸能デスク)
- 「モーニングEye」
- 「ビッグモーニング」
- 「宵待5」(毎日放送）
- 「はーい!昼ナマ」（毎日放送）
- 「ウルたま」
- 「スーパーモーニング」(テレビ朝日)
- 「やじうまワイド」(テレビ朝日）
- 「めんたいワイド」(福岡放送）
- 「情報ライブ ミヤネ屋」（読売テレビ）

### ラジオ
- 「大沢悠里のゆうゆうワイド」(TBSラジオ)
- 「荒川強啓 デイ・キャッチ!」(TBSラジオ）